# 두 낫 디스터브 (1999년 영화)
《두 낫 디스터브》(Do Not Disturb)는 네덜란드, 독일에서 제작된 딕 마스 감독의 1999년 액션, 스릴러, 코미디 영화이다. 영어 영화이다. 윌리엄 허트 등이 주연으로 출연하였고 딕 마스 등이 제작에 참여하였다.

## 출연

### 주연
- 윌리엄 허트
- 제니퍼 틸리
- 데니스 리어리

### 조연
- 프란체스카 브라운

## 기타
- 라인프로듀서: 마틴 라제스티